# Joe Harper
Joseph Montgomery „Joe“ Harper (* 11. Januar 1948 in Greenock) ist ein ehemaliger schottischer Fußballspieler. Als Stürmer war er vor allem erfolgreich in Schottland für den FC Aberdeen und gewann jeweils einmal die Meisterschaft, den FA Cup und den Ligapokal – dazu war er in der Saison 1971/72 Torschützenkönig. Darüber hinaus war er Teil des schottischen Kaders der WM-Endrunde 1978 in Argentinien, kam dort jedoch nur in einem Gruppenspiel zum Einsatz.

## Sportlicher Werdegang

### Greenock Morton
Geboren und aufgewachsen in Greenock, schloss sich Harper vom Larkfield Boys Club am 4. Oktober 1963 seinem Heimatklub FC Morton an. Noch ohne Einsatz verfolgte der Neuling, wie der Verein in der Saison 1963/64 über die Zweitligameisterschaft in die höchste schottische Spielklasse aufstieg und zuvor auch das Endspiel im Ligapokal erreicht hatte, dort aber deutlich mit 0:5 den Glasgow Rangers unterlegen war. Ab Sommer 1964 war er dann aktives Kadermitglied und hatte Einsätze im Renfrewshire Cup. Zusätzlich hatte er sich mit sieben Länderspielen in der schottischen U18-Auswahl einen Namen gemacht und so kam er in der Saison 1964/65 zu fünf und in dem Jahr darauf zu 17 Pflichtspieleinsätzen. Geschwächt von einigen Verletzungen und Abgängen von Schlüsselspielern stieg Morton zum Ende der Spielzeit 1965/66 als Vorletzter wieder ab, jedoch sollte er im Folgejahr mit Joe Mason ein äußerst erfolgreiches Sturmduo bilden. Beiden gelangen insgesamt 74 Pflichtspieltore in der Saison 1966/67 (davon entfielen 30 auf Harper), die mit 33 Siegen aus 38 Ligapartien die überlegene Zweitligameisterschaft und die erneute Erstligarückkehr ermöglichten. Damit hatte sich der Teenager in die Notizblöcke vieler Talentscouts katapultiert und letztlich zog es ihn im Februar 1967 – noch vor Saisonende – für 35.000 Pfund zum englischen Zweitligisten Huddersfield Town.
Seine Zeit in Yorkshire stand unter keinem guten Stern und nach nur 18 Monaten kehrte er für 15.000 Pfund zu seinem Ex-Klub Morton zurück. Dort knüpfte er an seine vorherigen Leistungen an und schoss 27 Tore in 43 Pflichtspielen im Verlauf der Saison 1968/69. Da sich Morton für den europäischen Messepokal qualifiziert hatte, debütierte Harper auch im Europapokal gegen den FC Chelsea, unterlag dort aber nach Hin- und Rückspiel deutlich mit 3:9 Toren. Nach weiteren neun Treffern in den ersten 15 Pflichtspielen der Saison 1969/70 erneuerte sich das große Interesse prominenter Vereine und so zog es ihn im Oktober 1969 zum FC Aberdeen. Harper hatte insgesamt in 122 Partien 75 Tore geschossen und stellte mit dem Transfererlös von 40.000 Pfund einen neuen Vereinsrekord auf.

### FC Aberdeen
Unter Aberdeens Trainer Eddie Turnbull zog Harper mit seinen neuen Kollegen ins Endspiel des schottischen Pokals ein und leitete mit einem Elfmetertor den 3:1-Sieg gegen Celtic Glasgow ein. Schnell wurde er zu einem der torgefährlichsten Spieler der ersten schottischen Liga und krönte seine Leistungen mit dem Titel des Torschützenkönigs nach 33 Toren in 34 Ligaspielen der Saison 1971/72, was wiederum Begehrlichkeiten bei englischen Spitzenvereinen weckte.
Der FC Everton ließ sich im Dezember 1972 Harpers Verpflichtung 180.000 Pfund kosten, aber erneut sollte er im englischen Fußball nicht Fuß fassen und kehrte nach der Jahreswende 1973/74 ein weiteres Mal nach Schottland zurück. Dort schloss er sich Hibernian Edinburgh an, wo mittlerweile Turnbull das Traineramt übernommen hatte. Harper zeigte sich jedoch in einem körperlich schlechten Zustand, deutlich übergewichtig und nicht ausreichend fit, fand er nicht zu seiner Form, die er in Aberdeen gezeigt hatte. Im Oktober 1974 gelang ihm im Finale des Ligapokals gegen Celtic ein Hattrick, der aber nicht genügte, da die Partie mit 3:6 endete und für den Gegner John Deans ebenfalls dreifach getroffen hatte. Die vormalige Popularität bei Morton und Aberdeen erlangte Harper bei den „Hibs“ nicht und er stand vielmehr als Startpunkt für den sportlichen Niedergang, den der Verein in den späten 1970er- und 1980er-Jahren durchlaufen sollte.
Vor Beginn der Saison 1976/77 zog es Harper wieder zum FC Aberdeen, der von Ally MacLeod trainiert wurde. Der „Schnäppchenpreis“ von 50.000 Pfund rentierte sich schnell, da er bereits in November 1976 Teil der Mannschaft war, die sich den Ligapokal über einen 2:1-Erfolg gegen Celtic sicherte. In den beiden folgenden Jahren stand Harper zweimal in weiteren Endspielen und verlor beide – zunächst im schottischen Pokal 1978 und wenige Monate später im Ligapokal jeweils mit 1:2 gegen die Rangers. Als mittlerweile 31-jähriger „Veteran“ hatte Harper seinen Stammplatz verloren, trug aber mit sieben Pflichtspieltoren in der Saison 1979/80 mit dazu bei, dass der junge Trainer Alex Ferguson die zweite schottische Meisterschaft nach 1955 nach Aberdeen holte. In seinem letzten Jahr kam Harper nur noch einmal zum Einsatz und zerstritt sich zudem mit Ferguson. Insgesamt hatte er 205 Pflichtspieltore für Aberdeen geschossen und ist damit bis heute Rekordtorjäger des Vereins. Von seinen Treffern entfielen 122 auf den Ligabetrieb, 70 auf heimische Pokalwettbewerbe (darunter 6 im Drybrough Cup, die gelegentlich in den Statistiken nicht mitgezählt werden) und sieben im Europapokal. Er war später eine der ersten „Legenden“, die in Aberdeens „Hall of Fame“ aufgenommen wurden. Dazu gilt er als „König des Beach End“, benannt nach der Fankurve im Pittodrie Stadium.

### Schottische Nationalmannschaft
Harper absolvierte im Jahr 1967 während einer Länderspielreise für Schottland gegen eine kanadische Olympia-Auswahl eine Partie, mit 7:2 gewonnen wurde und zu der Harper fünf Tore beitrug (manche Quellen sprechen von nur drei Treffern und stattdessen jeweils ein ihm zugedachtes Tor für Willie Miller sowie ein Eigentor). Dieses Spiel wurde im Oktober 2021 vom schottischen Fußballverband als offizielles Länderspiel gewertet, bleibt aber bei Statistikern weiter umstritten. Dies wiederum hätte zur Folge, dass er den besten Toreschnitt aller schottischer Nationalspieler in der Historie aufweise (je nach Quellenlage duelliert er sich nur noch mit Hughie Gallacher aus den später 1920er-Jahren).
Im Oktober 1972 gab er sein damals offizielles Länderspieldebüt bei einem 4:1-Sieg gegen Dänemark, schoss dabei ein Tor und war im folgenden Monat beim 2:0 gegen denselben Gegner vertreten. Anschließend blieb er aber knapp drei Jahre unberücksichtigt. Grund dafür waren Vorkommnisse abseits des Platzes, als Harper vorgeworfen wurde, mit weiteren Mitspielern in eine Schlägerei in einem Nachtklub in Kopenhagen (bei einem weiteren Aufeinandertreffen der beiden Nationen) involviert gewesen zu sein. Der schottische Verband sprach daraufhin mehrere „lebenslange“ Sperren aus. Harper gab dabei an, lediglich gemeinsam im Taxi mit anderen Spielern zurück ins Mannschaftshotel gefahren zu sein. Ein Jahr später wurden er und Arthur Graham begnadigt. Harper war dann sogar Teil des schottischen Kaders anlässlich der WM-Endrunde 1978 in Argentinien. Dort absolvierte er das Gruppenspiel gegen den Iran (1:1), was wiederum sein letztes Länderspiel sein sollte.

## Nach der aktiven Profikarriere
Im Jahr 1981 wurde Harper in der unterklassigen Highland League Spielertrainer des FC Peterhead. Dort verhalf er dem Team zu einem zweiten Platz, aber Berichten zufolge soll das Gehalt für ihn über dem Vereinsbudget gelegen haben, so dass er zur Saison 1982/83 durch Dave Smith (ehemaliger Aberdeen-Mitspieler) ersetzt wurde. Später trainierte Harper noch den FC Huntly; ihm folgte im Oktober 1990 Steve Paterson nach.
Harper bestätigte sich auch als Kolumnist für den Aberdeen Evening Express. Seine Autobiografie mit dem Titel „King Joey: Upfront and Personal“ schrieb er mit dem dortigen Sportchef Charlie Allan und veröffentlichte diese im Jahr 2008.

## Titel/Auszeichnungen
- Schottische Meisterschaft (1): 1979/80
- Schottischer Pokal (1): 1969/70
- Schottischer Ligapokal (1): 1976/77
- Drybrough Cup (1): 1971
- Aberdeenshire Cup (1): 1980/81
- Torschützenkönig in der höchsten schottischen Spielklasse (1): 1971/72